# St. Olaf (Breklum)

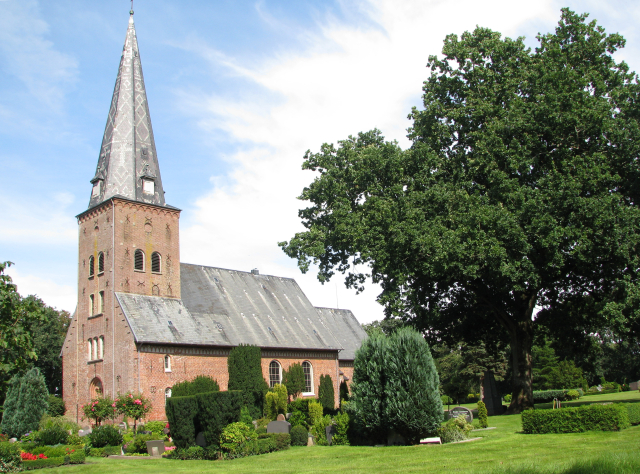
St. Olaf in Breklum

Die Kirche St. Olaf ist ein evangelisch-lutherisches Kirchengebäude und geschütztes Kulturdenkmal in Breklum, einer Gemeinde im Kreis Nordfriesland in Schleswig-Holstein. Das Kirchengebäude gehört zur Kirchengemeinde Breklum im Kirchenkreis Nordfriesland der Evangelisch-Lutherischen Kirche in Norddeutschland.

## Gebäude

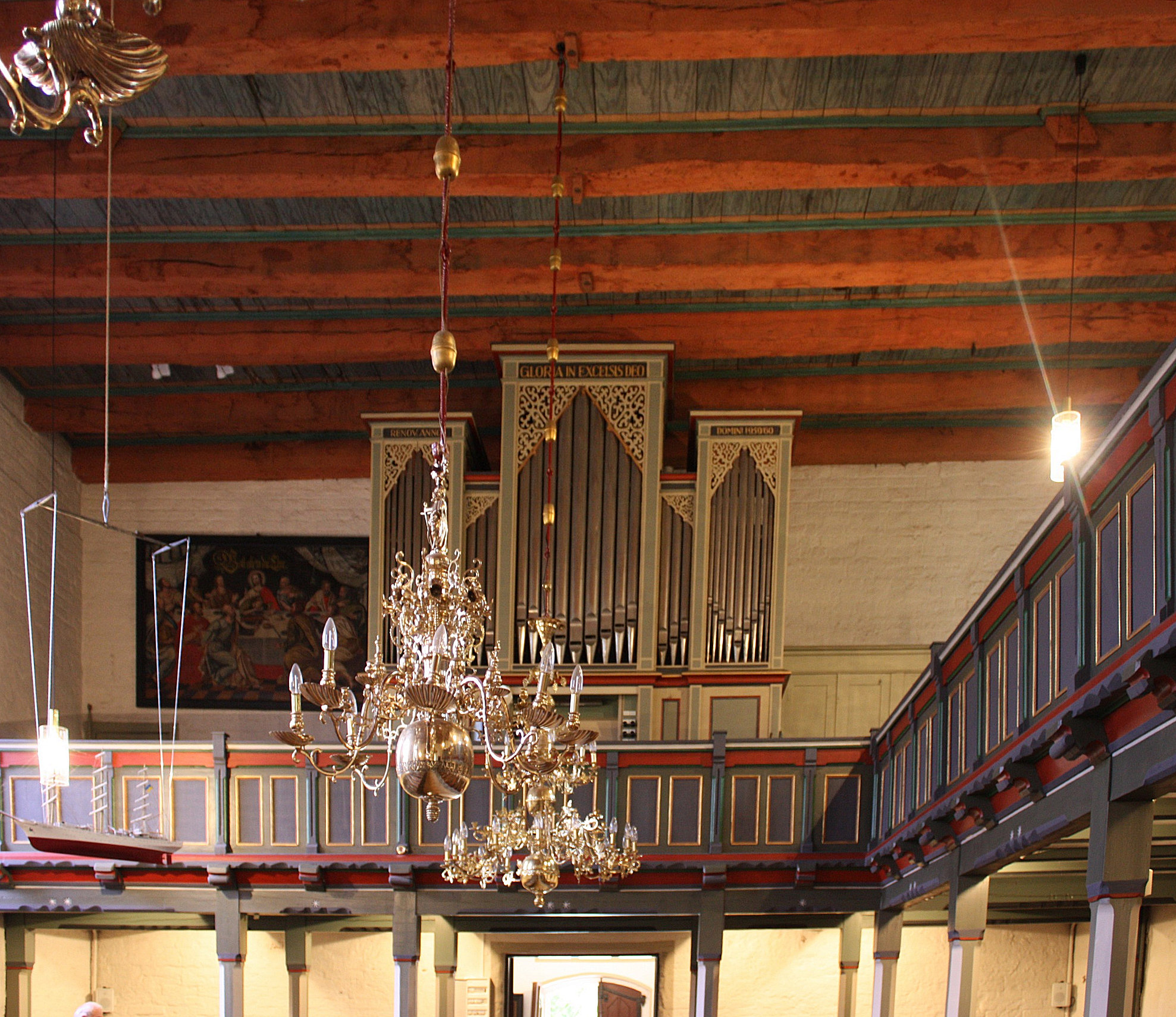
Balkendecke und Orgel

Die romanische Saalkirche wurde in der zweiten Hälfte des 13. Jahrhunderts erbaut. Sie besteht aus einem Langhaus und einem eingezogenen Chor mit einer halbrunden Apsis im Osten. In der Mitte des Westbaus erhebt sich ein quadratischer, 55 Meter hoher Kirchturm, der 1886 mit einem spitzen Helm bedeckt wurde. Das Erdgeschoss des Kirchturms bildet mit dem Westportal den Eingangsbereich der Kirche und ist mit einer Flachkuppel überspannt. Es war ursprünglich mit den seitlichen, tonnengewölbten Räumen verbunden, welche heute die Sakristei und das Treppenhaus beherbergen.
An der Nordseite des Kirchenschiffes finden sich sechs rundbogige Fenster. Diese scheinen bis auf kleinere Ausbesserungen noch die ursprünglichen romanischen zu sein. Auf der Südseite ist nur das nach Westen gelegene Sakristeifenster verändert erhalten, die übrigen drei wurden später eingebrochen. An den Chorseiten waren ursprünglich je zwei Fenster, von denen leider keines in der ursprünglichen Form erhalten ist. Die drei Apsisfenster wurden in neuerer Zeit erst wieder freigelegt.
Die jetzige Innengestaltung geht zurück auf die Grundrenovierung 1960/61. Der Innenraum des Langhauses ist mit einer Holzbalkendecke überspannt, während der Chor über ein zweijochiges Kreuzgewölbe aus dem 15. Jahrhundert verfügt. Die Apsis zeigt noch die romanische Wölbung. Die früher unterseitig verschalte und verputzte Holzbalkendecke im Langhaus ist bei der letzten Renovierung freigelegt und naturbelassen worden. Die Empore zieht sich über die gesamte Westseite sowie beinahe die gesamte Nordseite hinweg.

## Geschichte
Das Dorf Breklum, früher Brekelingh, soll ursprünglich weiter nach Nordosten gelegen haben und dann abgebrochen worden sein (volksmündlich abgeleitet von „breken“ abbrechen). Auf das Alter der Kirchengründung weisen folgende Gründungssagen hin: Die Gründung der Kirche durch drei fromme Jungfrauen ist auch hier wie andernorts vorzufinden. An der ursprünglichen Baustelle wurde das am Tage erbaute jeweils in der folgenden Nacht wieder zerstört. So beschloss man schließlich zur Bestimmung des von Gott gewollten Ortes ein mit Baumaterial beladenes Ochsengespann frei laufen zu lassen. Wo sie rasteten, sei dann die Kirche erbaut worden. Anderer Überlieferung zufolge soll der Heilige Olaf die Kirche um 1087 gegründet haben. 1499 nennt sich ein Philippus vor dem Brocke als 14. rectorem ibidem, so dass man mit dem ersten Geistlichen in Breklum bis ins 12. Jahrhundert zurückrechnen kann.
Die Breklumer Kirche nahm im Mittelalter eine herausragende Stellung in der Gegend ein. Das zeigt sich schon an der Höhe der Abgaben, die an das Bistum Schleswig zu leisten waren, und vor allem auch darin, dass außer dem damaligen Hauptaltar noch vier weitere Altäre vorhanden waren. Es werden Vikarien Divi Johannis, Georgii, Divae Virginis und St. Olaf überliefert. Dass die Kirche ursprünglich dem Heiligen Olaf geweiht war, ist lediglich eine Vermutung. Später findet sich auch die Benennung als Marienkirche, was wahrscheinlicher ist, war Breklum doch die Hauptkirche der Nordergoesharde und wird als protecclesia (Urpfarrei) noch auf einer Breklumer Synode im Jahre 1510 so bezeichnet. Bredstedt, Drelsdorf und Bordelum waren Filialkirchen von Breklum. Leider sind alle Unterlagen darüber bei einem Brand der Kirche im Jahre 1315 verloren gegangen.
Nach dem Wiederaufbau diente die Kirche 1399 im Krieg der Dänen unter König Erich VII. gegen die Friesen letzteren als letzte Zuflucht. Der Dänenkönig ließ die Kirche anzünden und die eingeschlossenen Friesen kamen durch das herab tropfende Blei des Daches um. Im Jahre 1500 brannte der Turm durch Blitzschlag bis auf die Grundmauern vollständig aus und wurde später nicht wieder so hoch aufgebaut. 1700 kam es zu einer grundlegenden Instandsetzung der Kirche. 1794 wurde die Westseite des Turmes wiederhergestellt. Als man 1886 das hölzerne Glockenhaus neben der Kirche abbrach, fanden sich darunter vergraben einige Silbermünzen aus der Zeit um 1500. Im selben Jahr wurde der Turm erneuert und erhöht und zeigt sich seitdem in seiner heutigen Gestalt. 1913 und 1920 wurde die Kirche entsprechend dem damaligen Geschmack ausgemalt. Von diesen Arbeiten ist heute bis auf einen Schriftzug im Foyer der Kirche nichts mehr erhalten.
Der heutige Backsteinbau ist die stattlichste spätromanische Backsteinkirche im Landesteil Schleswig und geht in seiner Gesamtheit zurück auf die Zeit um 1200. An den Seiten des Kirchenschiffes lassen sich noch Spuren der alten Seitenportale finden. Das jetzige (West-)Portal ist im 19. Jahrhundert an der Stelle eines älteren neu ausgebaut worden. Das rundbogige Chorportal wurde zu einem rechteckigen Durchgang verkleinert und der Windfang davor gebaut.
Die Kirche wird heute vor allem für Gottesdienste, Konzerte und andere Veranstaltungen der Kirchengemeinde Breklum genutzt. Durch ein lebendiges Gemeindeleben und eine enge Zusammenarbeit der Kirchengemeinde mit dem Christian-Jensen-Kolleg finden in der Kirche regelmäßig Veranstaltungen aller Art statt.

## Ausstattung

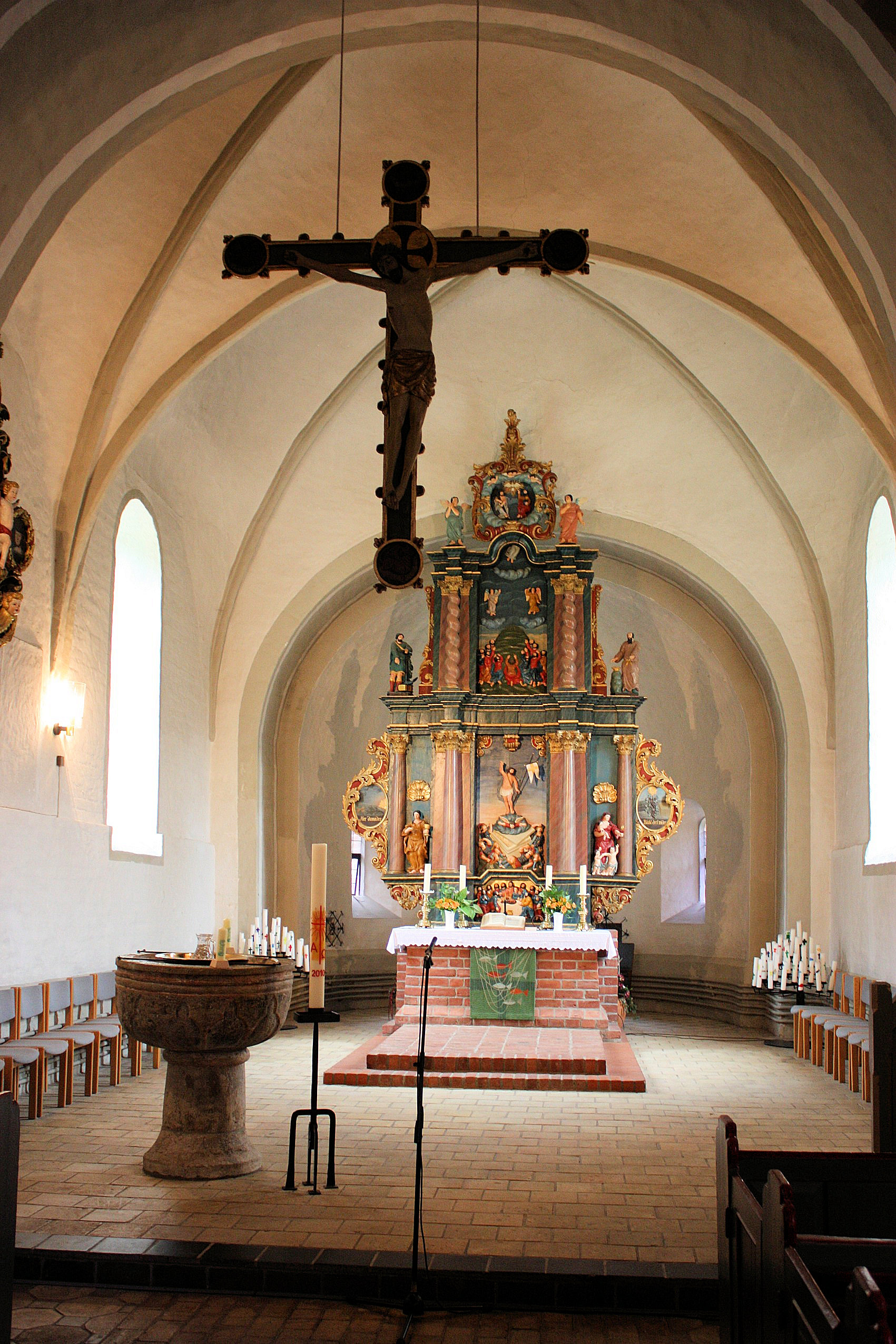
Triumphkreuz, Taufstein und Altar

### Altar
Der ursprüngliche Schnitzaltar aus der Zeit um 1470, verwandt dem Schobüller Altar, wurde 1856 entfernt und befindet sich heute in Kopenhagen. An seine Stelle trat – schon 1740 – das jetzige, von Wilhelm Buchholz aus Flensburg geschaffene Altarretabel. Die bildlichen Darstellungen gliedern sich in der Mitte zu einer Senkrechten mit Abendmahl, Auferstehung mit dem leeren Grab, Himmelfahrt und darüber dem Dreieinigkeitsrelief. Diese Senkrechte stellt das Heilshandeln Gottes in seinem Sohn Jesus Christus dar, an das der Glaubende sein Leben hängen darf und soll, dieses dargestellt in der Waagerechten mit dem Ovalrelief (von links) „hier danieder“ mit zwei Ährenbündeln, dem abgebrochenen Ast und der untergehenden Sonne als Zeichen der Vergänglichkeit. Daran schließt sich an die Figur mit Brot und Wein, das Bild der lebensspendenden Gaben im Abendmahl, die ihren Grund haben in der Auferstehung Christi. Rechts davon finden wir die Darstellung der Liebe mit der Flamme in der Hand. Den Abschluss bildet das Ovalrelief mit der Auferstehungsdarstellung: das in voller Kraft stehende Kornfeld, dem Weinstock (Zeichen für Jesus) und der hoch am Himmel stehenden Sonne mit den Worten „blüht dort wieder“.
Die Botschaft dieser Darstellung ist eindeutig: Der Mensch wird eingeladen, sein Leben an der Senkrechten festzumachen, am Heilshandeln Gottes, das sichtbar wurde in der Einsetzung des Abendmahls, wo Jesus deutlich macht, dass er für seine Jünger in den Tod geht, um dann für sie den Weg zur Auferstehung zu eröffnen. Das offene Grab Jesu ist der von Gott geschaffene Grund aller christlichen Hoffnung. Doch der Auferstandene ist nicht mehr allein der den Menschen dienende Messias. Seit seiner Himmelfahrt sitzt er zur Rechten Gottes, des allmächtigen Vaters. Von dort wird er kommen zu richten die Lebenden und die Toten." Das diesen Heilstatsachen entsprechende Leben, zu dem die Menschen eingeladen sind, lebt im Glauben: im Vertrauen darauf, dass der Tod, der uns auf dieser Erde blüht, entmachtet ist, dass der Weg durch das Vertrauen auf die Vergebung in den Gaben von Blut und Leib Christi (Abendmahl) und durch die tätige Liebe zu Gott und den Nächsten hindurchführt in Gottes neue Welt.
An der Südseite befindet sich ein schöner schmiedeeiserner Arm, der den Opferteller für die Abendmahlsfeier trägt.

### Kanzel

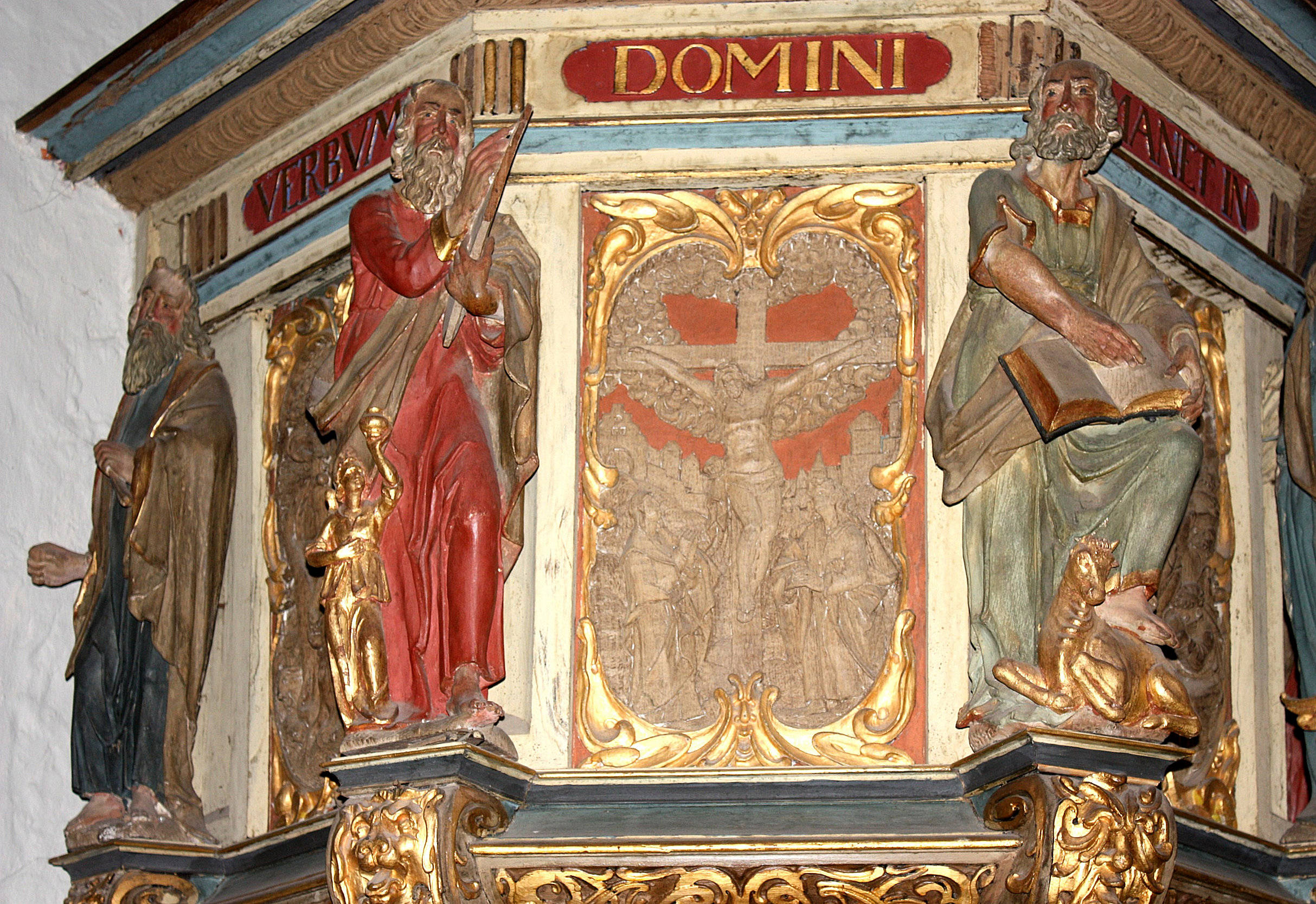
Kanzel (Detail)

Die Kanzel stammt von Klaus Gabriel, Flensburg, aus dem Jahr 1646. Auf einer hölzernen Stütze befindet sich ein unregelmäßig polygonaler Korb mit der Darstellung der Heilsgeschichte: Sündenfall, Kreuzigung, Pfingstwunder und Jüngstes Gericht, welche eingerahmt sind von den fünf Figuren Moses und den vier Evangelisten Matthäus, Markus, Lukas und Johannes. Die Kanzel enthält folgende lateinische Inschriften (Übersetzungen hinzugefügt):
- Verbum domini manet in aeternum – Das Wort des Herrn bleibt in Ewigkeit.
- A deo credo patre me creatum – Ich glaube, dass Gott, der Vater, mich geschaffen hat.
- Filii credo cruce me redemptum – Ich glaube, dass der Sohn mich am Kreuz erlöst hat.
- Ergo beatum anno 1646 – Also bin ich glückselig. Im Jahre 1646.

### Taufstein
Der Taufstein aus gotländischem Sandstein stammt aus der Zeit der Kirchengründung. Restspuren einer Bemalung stammen aus neuerer Zeit und sind nicht original.

### Epitaphe
Im Chorraum befinden sich zwei Epitaphe, gestiftet von Nachfahren des Reformators Martin Luther: Von Daniel Luther (ein Urenkel M. Luthers, gest. 1683) und Frau (gest. 1704) stammt das Auferstehungsbild mit dem Spruch Johannes 14,19: „Ich lebe, und ihr sollt auch leben!“ (Ausspruch des Auferstandenen); deren Sohn Theodor Luther und dessen Frau stifteten das Epitaph mit der Darstellung der Heiligen Familie mit Elisabeth und Johannes dem Täufer, umgeben von zahlreichen Engeln vor einer verfallenen Hütte. Diese Komposition findet man schon etwa 80 Jahre zuvor bei dem Utrechter Manieristen Joachim Uitewael (1566–1638). Beide Luther dienten in der Breklumer Gemeinde als Pastoren.
Ein drittes Epitaph wurde von dem Diakon Petrus Krambeck und seiner Frau gestiftet. Es zeigt die Darstellung der Kreuzabnahme, einer Darstellung von Rubens nach empfunden, mit dem Spruch Römer 8, 34: „Wer will verdammen? Christus Jesus ist hier, der gestorben ist, ja vielmehr, der auch auferweckt ist, der zur Rechten Gottes ist und uns vertritt.“

### Triumphkreuz
Das Triumphkreuz aus dem frühen 15. Jahrhundert ist im sogenannten weichen Stil geschaffen. Die Dornenkrone ist aus einem gewundenen Tau dargestellt. Die Rundmedaillons zeigten ursprünglich die vier Evangelisten.

### Pastorenbilder
An der Nordwand des Langhauses unter der Seitenempore befinden sich vier Pastorenbilder von Christian Jensen (Pastor in Breklum von 1873 bis 1900) und anderen. Besonders zu beachten ist das Riffelbild von Pastor Petrus Pauli (gest. 1687): von links betrachtet erkennt man den Pastor, von rechts betrachtet seine Frau (gest. 1700). Diese Darstellung der Ehe (beide sind wie eine einzige Person) ist bemerkenswert für die Zeit der Entstehung. Der dazugehörige Bibelvers 1. Timotheus 4,8 lautet: „Die Frömmigkeit ist zu allen Dingen nütze und hat die Verheißung dieses und des zukünftigen Lebens.“

### Figur des Heiligen Olaf
Zuvor im Foyer der Kirche und heute an der Nordwand des Langhauses befindet sich eine Figur des Heiligen Olaf aus der ersten Hälfte des 15. Jahrhunderts. Der König sitzt, in den Händen hält er Reichsapfel und Hellebarde, unter seinen Füßen ein junger heidnischer König.

### Orgel

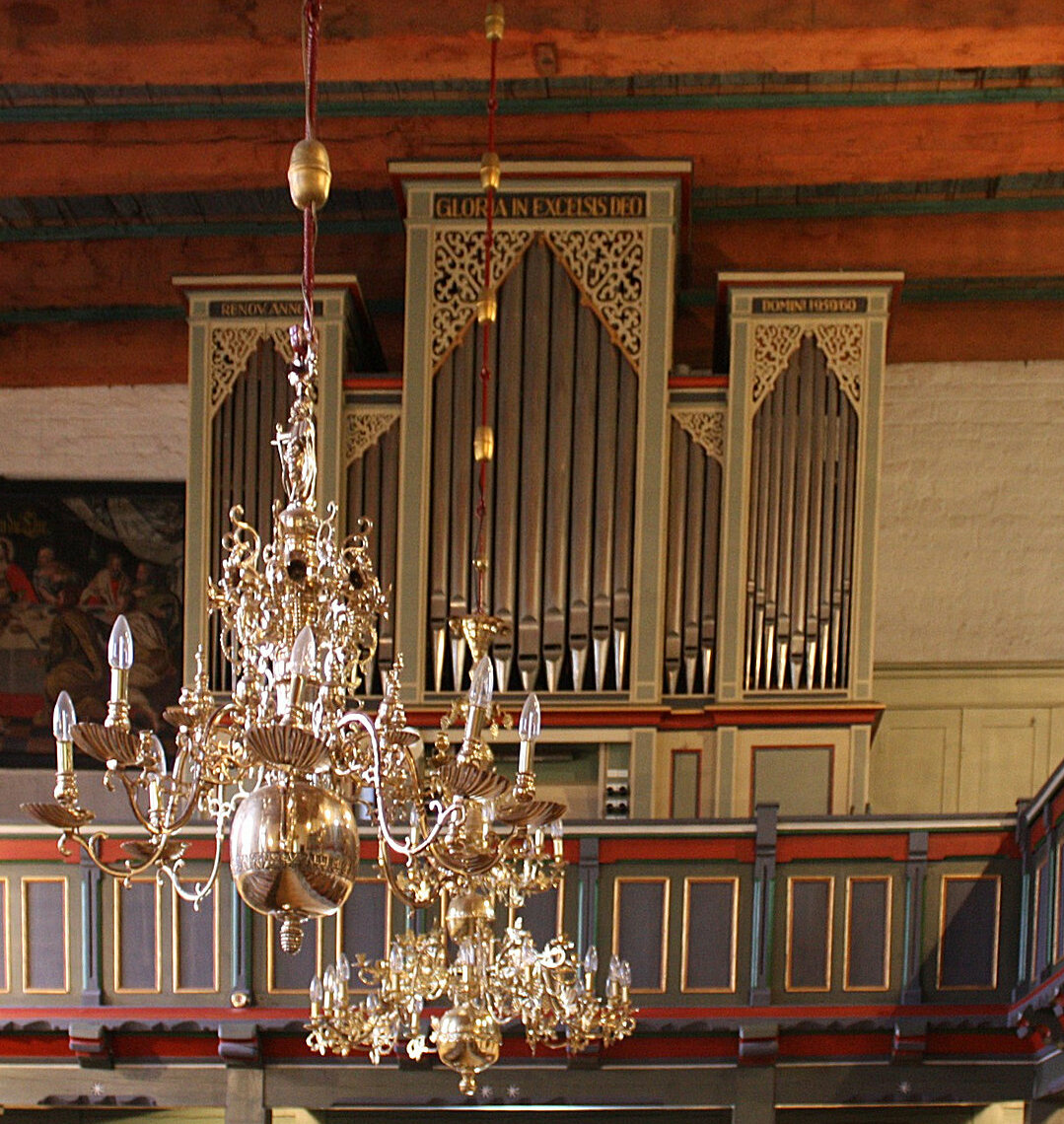
Orgelprospekt und Kronleuchter

Die Orgel der Breklumer Kirche wurde im Jahre 1857 von der Firma Marcussen & Søn mit 15 Registern erbaut. 1979 wurde sie durch die Firma Neuthor an den Zeitgeschmack angepasst. Dabei blieben neben dem Gehäuse ein Großteil des historischen Pfeifenmaterials und die Traktur von Marcussen erhalten. Im Jahre 2021 wurde die Orgel von der der Orgelbaufirma Paschen aus Kiel restauriert und wieder in ihren Ursprungszustand versetzt. Dabei wurde eine originale historische Marcussen-Trompete eingebaut, nachdem das Breklumer Trompetenregister beim Umbau 1979 durch eine Mixtur ersetzt worden war.
Die Orgel verfügt heute wieder über die ursprüngliche Disposition mit 15 Registern verteilt auf zwei Manuale und Pedal. Die Disposition lautet:
| I Manual C–f3 |           |        |
| 1.            | Bordun    | 16′    |
| 2.            | Principal | 8′     |
| 3.            | Rohrflöte | 8′     |
| 4.            | Oktave    | 4′     |
| 5.            | Quinte    | 2 ⁄3′  |
| 6.            | Oktave    | 2′     |
| 7.            | Terz      | 1 3⁄5′ |
| 8.            | Trompete  | 8′     |

| II Manual C–f3 |                |    |
| 9.             | Gedackt        | 8′ |
| 10.            | Viola di Gamba | 8′ |
| 11.            | Flöte          | 4′ |
| 12.            | Gemshorn       | 4′ |

| Pedal C–d1 |           |     |
| 13.        | Subbass   | 16′ |
| 14.        | Principal | 8′  |
| 15.        | Posaune   | 16′ |

- Koppeln: II/I (Schiebekoppel), I/P, II/P
- Traktur: Schleifladen, vollmechanisch
- Nebenregister: Calcantenglocke

### Glocken
Im 55 Meter hohen Turm läuten zwei Glocken in einem Holzglockenstuhl: Eine historische Beseler-Glocke von 1833 mit dem Ton d' und eine Glocke der Karlsruher Glockengießerei von 1992 mit dem Ton f'. So verfügt die Breklumer Kirche über ein wertvolles und, für eine Dorfkirche, recht tontiefes Geläut.
Auf den Glocken finden sich folgende Inschriften:
| Glocke 1 | Glocke 2                                                                                            |
| --- | --------------------------------------------------------------------------------------------------- |
| Monogramm Friedrichs VI., und folgende Inschrift in Capitale: WENN EINST DEIN LETZTES STÜNDLEIN SCHLÄGT, MAN DEINEN LEIB ZU GRABE TRÄGT, SEI JUNG, SEI LEBENSMÜDE, DANN PILGER, BIN ICH AUCH NOCH WACH, FÜR DEINEN AUFERSTEHUNGSTAG, RUF ICH DIR DENNOCH: FRIEDEMEIN URGROSSVATER IST 116 JAHRE ALT GEWORDEN / MEIN GROSSVATER HAT GELEBT BIS ZUM JAHRE 1794 / AUS SEINER ASCHE HERVORGEGANGEN, LEBTE MEIN VATER / BIS ZUM JAHRE 1832 / SEIT 1832 LEBE ICH, GEBOREN IN RENDSBURG | KOMMT LASST EUCH VERSÖHNEN MIT GOTT-GESPENDET VON GEMEINDEMITGLIEDERN 1992 EV.-LUTH. KIRCHE BREKLUM |